# Campylopterus duidae
El colibrí del Duida (Campylopterus duidae), también denominado ala de sable anteado o ala de sable pechudo, es una especie de ave apodiforme de la familia Trochilidae —los colibríes— perteneciente al género  Campylopterus. Es nativo de la región de los tepuyes del centro norte de América del Sur.

## Distribución y hábitat

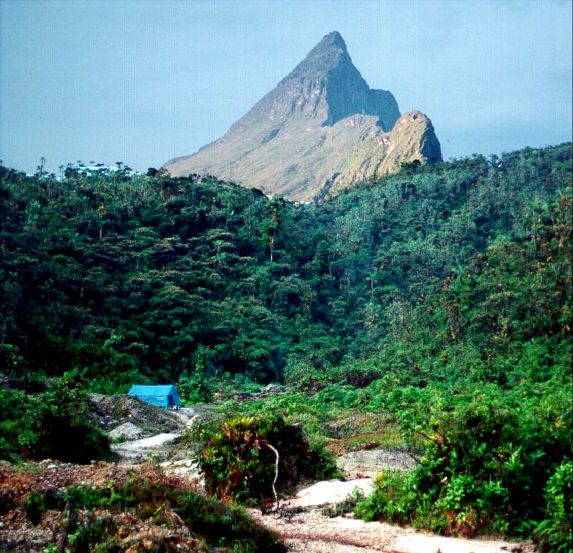
Piedemonte del cerro de la Neblina, ejemplo de hábitat de la especie.

Se encuentra únicamente en los tepuyes del sur de Venezuela (suroeste de Bolívar, Amazonas) y zonas limítrofes del adyacente extremo norte de Brasil.
Esta especie es considerada común en su restringido hábitat natural: las estribaciones boscosas y bosques montanos bajos siempreverdes, y en matorrales bajos y altos de tepuyes, en altitudes entre 1220 y 1700 m.

## Sistemática

### Descripción original
La especie C. duidae fue descrita por primera vez por el ornitólogo estadounidense Frank Michler Chapman en 1929 bajo el mismo nombre científico; su localidad tipo es: «Cerro Duida, Venezuela, elevación 5000 pies»; el holotipo, un macho adulto recolectado el 7 de enero de 1929, se encuentra depositado en el Museo Americano de Historia Natural, en Nueva York, bajo el número AMNH 245919.

### Etimología
El nombre genérico masculino «Campylopterus» se compone de las palabras del griego «kampulos» que significa ‘curvado, curvo’ y «pteros» que significa ‘de alas’; y el nombre de la especie «duidae» se refiere a la localidad tipo, el cerro Duida.

### Taxonomía
Ya fue tratada en el pasado, por Peters (1945), como una subespecie de Campylopterus hyperythrus. La forma descrita C. duidae zuloagae Phelps, Sr. & Phelps, Jr., 1948, se considera indivisible de la nominal.

### Subespecies
Según las clasificaciones del Congreso Ornitológico Internacional (IOC) y Clements Checklist/eBird  se reconocen dos subespecies, con su correspondiente distribución geográfica:
- Campylopterus duidae duidae Chapman, 1929 – tepuyes del sur de Venezuela (suroeste de Bolívar, Amazonas) y del adyacente norte de Brasil (sierra de la Neblina).
- Campylopterus duidae guaiquinimae J.T. Zimmer & Phelps Sr., 1946 – cerro Guaiquinima (sur de Venezuela).